# ضريح سيد يحيى باكوفي
ضريح سيد يحيى باكوفي - واقع في الفناء الأعلى لمجمع قصر شيرفانشاهس. يعود الضريح الي عامين 1457-1458.

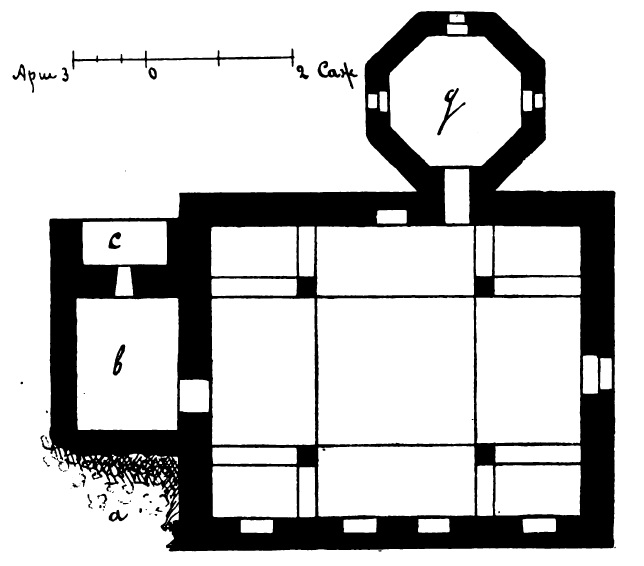
خطة للمسجد كيقباد

## تاريخ الضريح
تم بناء المسجد خلال القرن خامس عشر في فترة شيرفانشاه كيي قوباد وكما يطلق عليه. ولكن حرق المسجد أثناء الحريق، في عام 1918.
دفن في الضريح سيد يحيى باكوفي الذي كان عالم في القصر لعهد شيرفانشاه خليل الله الأول.
و هو مبنى الضريح كان موحد مسجد كيقوباد في الماضي. عمل، درس وعبد سيد يحيى باكوفي في هذا المسجد.
بما ان كان باكوفي الصوفي، فإن الضريح ما يشار إليها باسم «ضريحا درويش» غالباً في أدب العلمي. 
ضريح سيد يحيى بكوفي هو مبنى الذي محاطة بالقباب ما شبيه لهرم.
يتكون الضريح من طابقين: 
- على الأرض: الطابق الأول قدم خدمة لتنفيذ الاحتفالات الدينية.
- تحت الأرض: الطابق الأسفل كانت لأجل مراسم الجنازة.

في الجنوب والشرق والغرب جزء من المعبد ثلاثة أكواب مع ثلاثة زجاج صغير - شباك.
أصبح ضريح سيد يحيى باكوفي من مواقع التراث العالمي لليونسكو.

## معرض صور

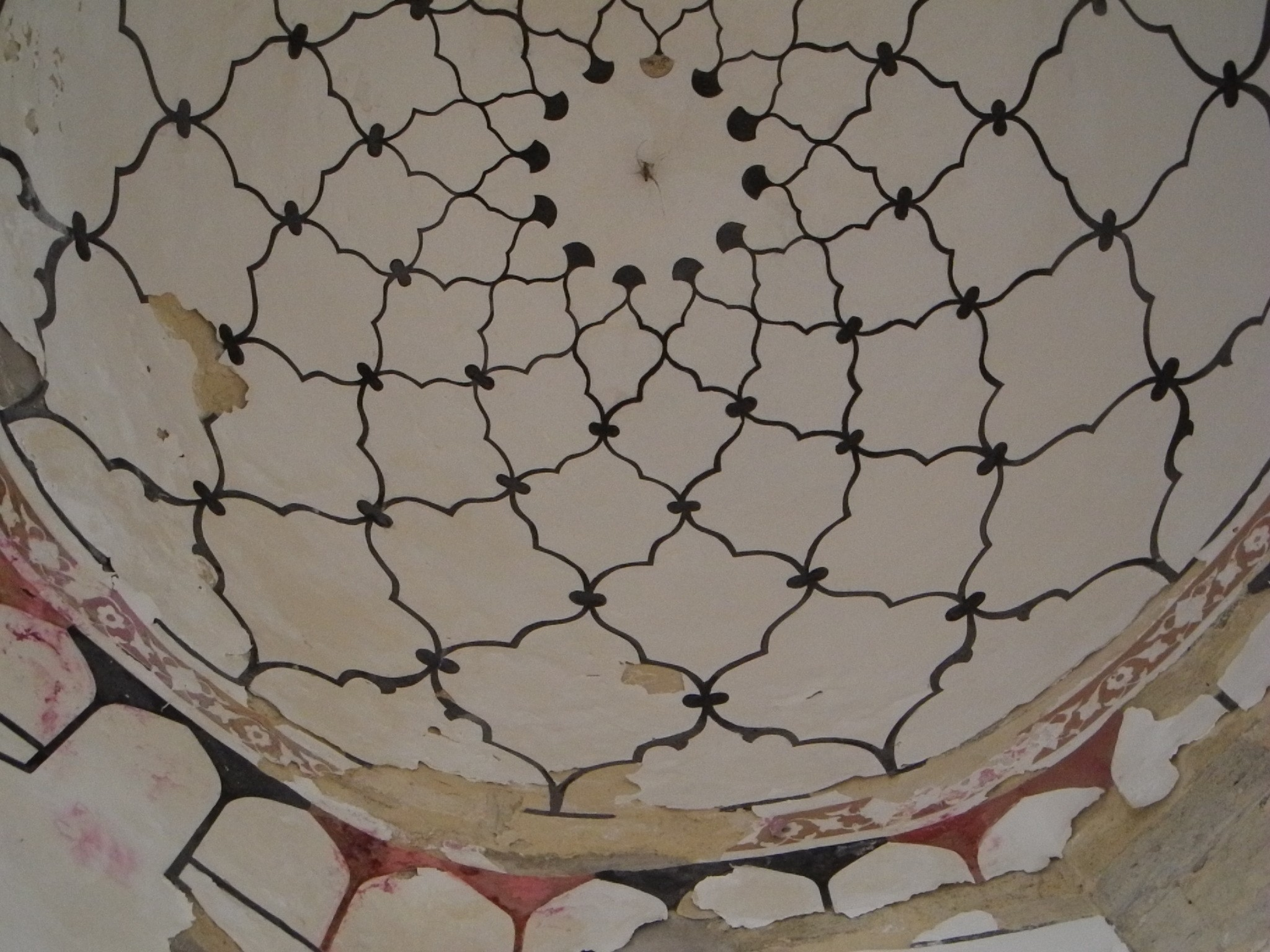
سقف في ضريح سيد يحيى باكوفي
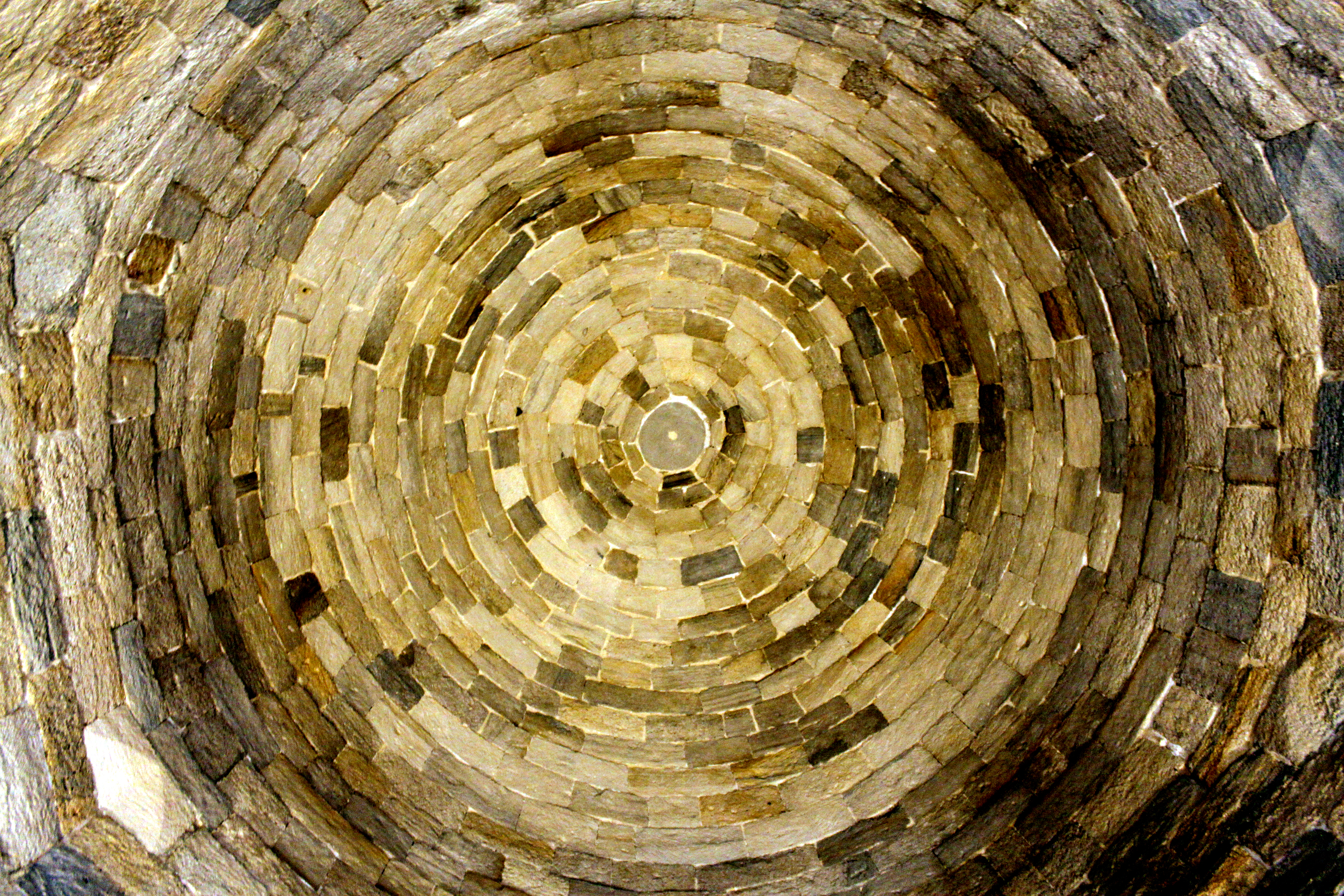
قبة في ضريح سيد يحيى بكوفي
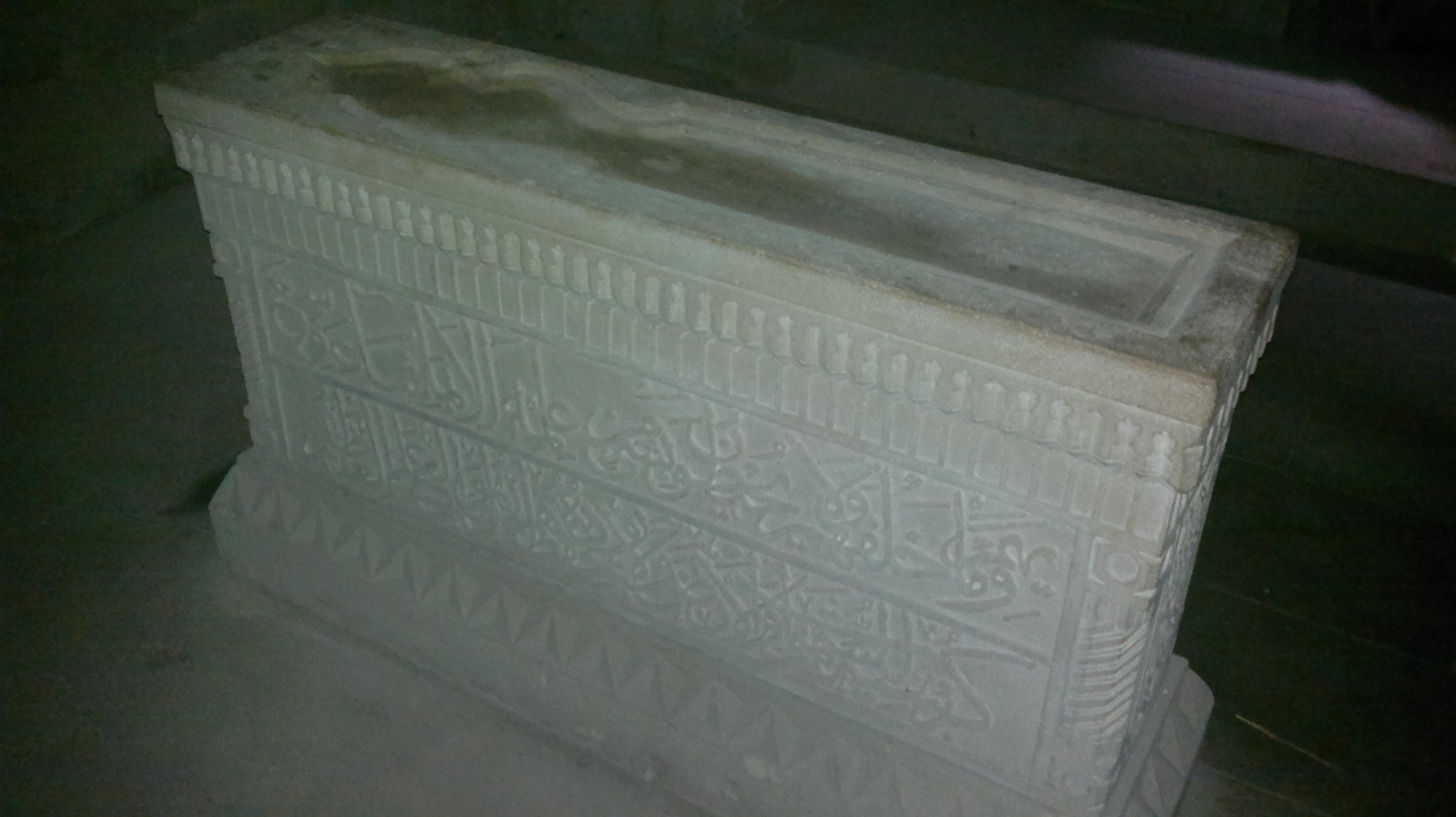
قبر لسيد يحيى بكوفي
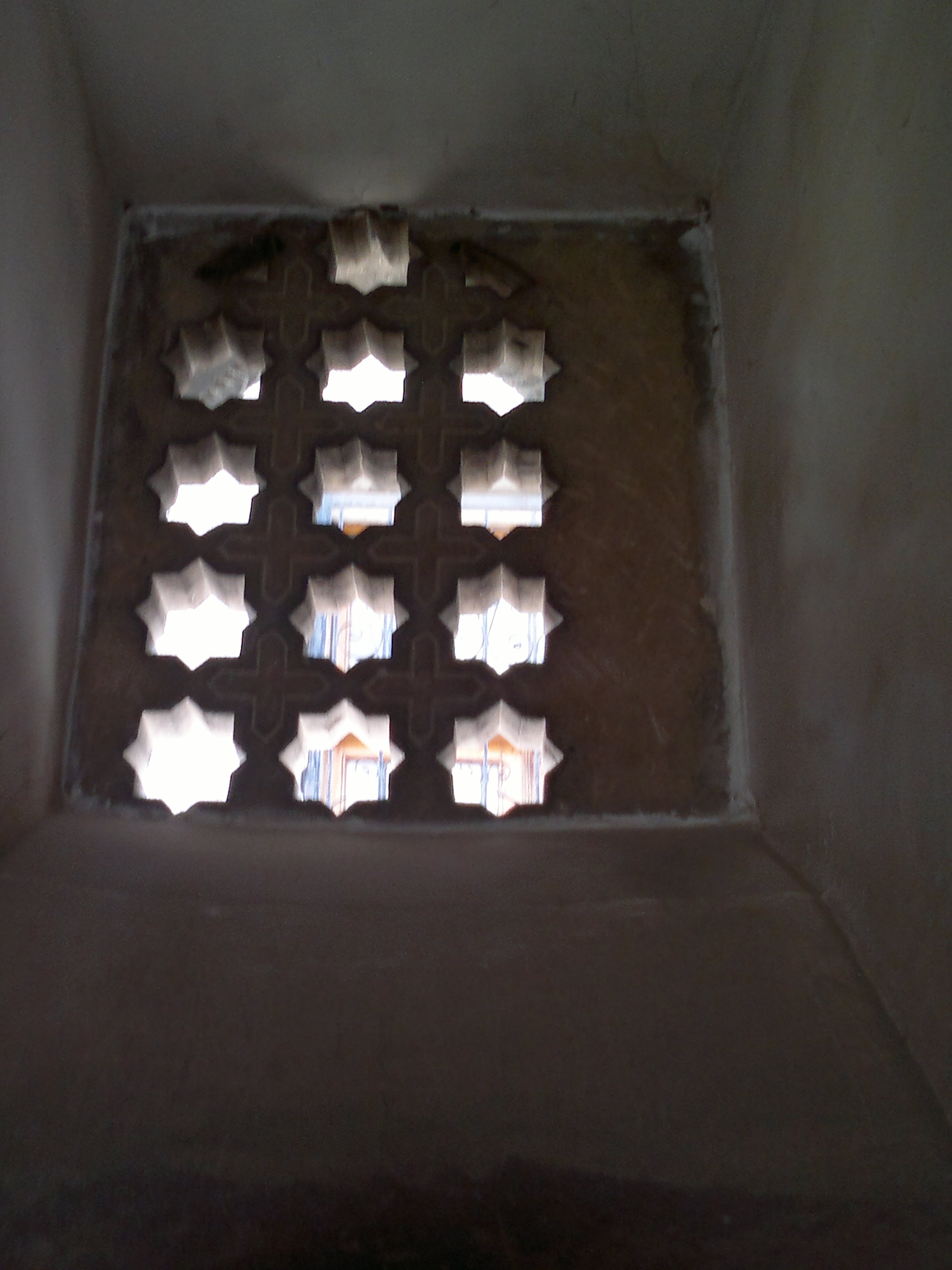
نافذة في ضريح سيد يحيى بكوفي
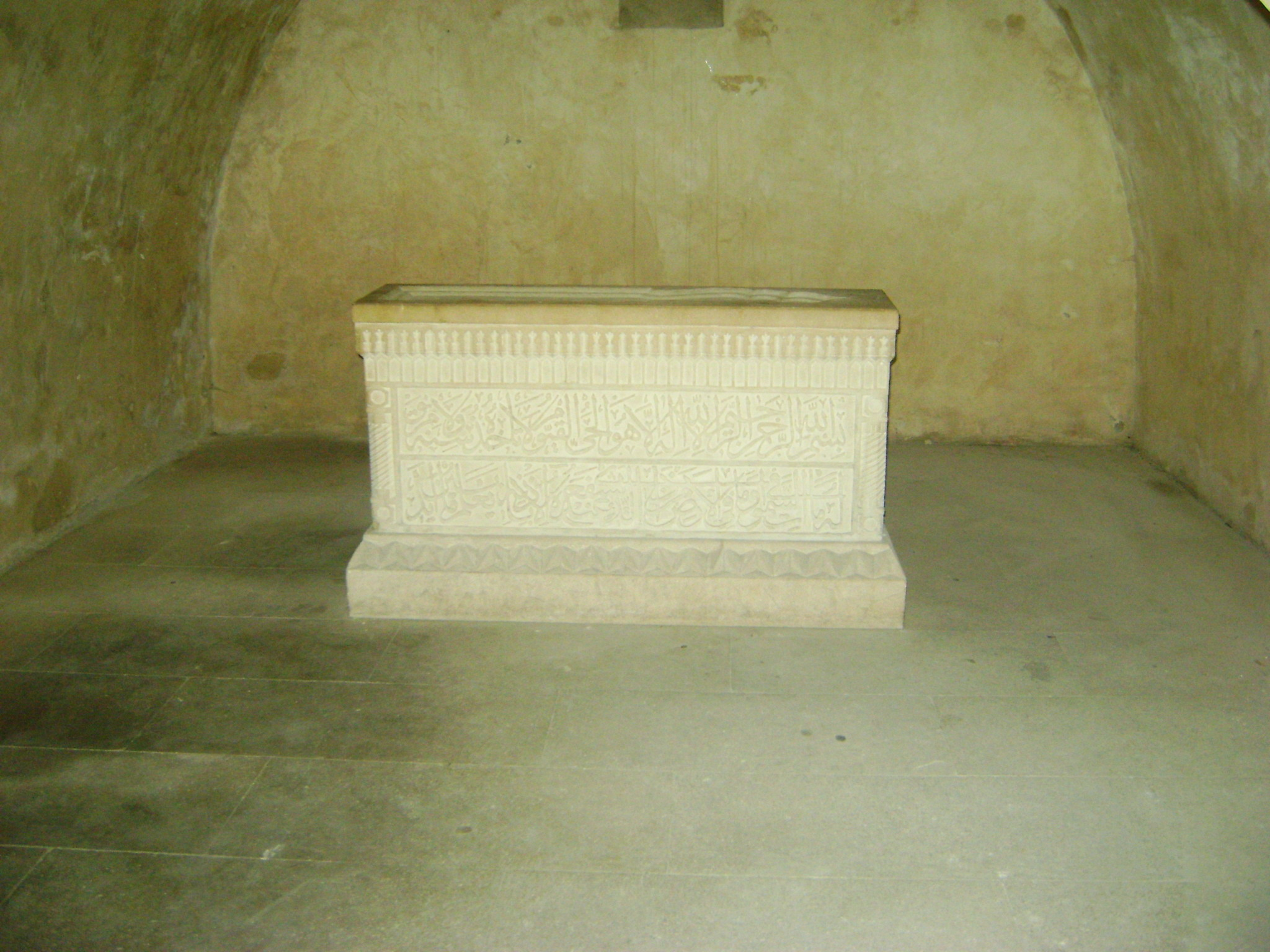
قبر لسيد يحيى بكوفي
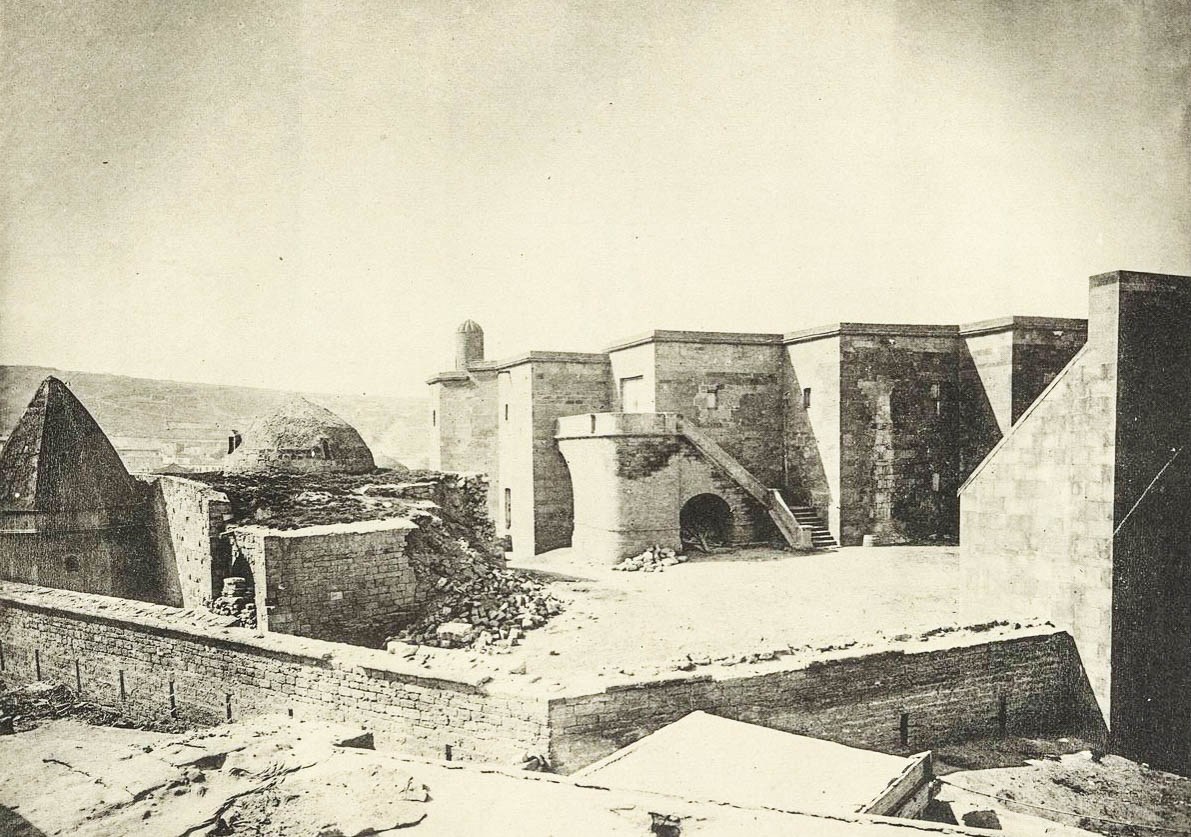
قصر شيرفانشاهس في فترات القديمة